# Beechcraft Premier I
O Beechcraft Premier I, é uma moderna aeronave bimotor executiva de pequeno porte, com motorização turbofan,  com fuselagem e asas fabricados quase totalmente em material composto, com capacidade para transportar confortavelmente seis ou sete passageiros em viagens interestaduais e internacionais, fabricada nos Estados Unidos a partir da década de 1990 pela então Raytheon Aircraft Company e, posteriormente, pela Hawker Beechcraft Corporation.
O Premier I e o Premier IA são aeronaves bem parecidas, o Hawker 200 foi uma versão em projeto cancelada em  2013.
O projeto do Premier I (conhecido também como Beechcraft 390) foi criado e desenvolvido na década de 1990 pela companhia americana de alta tecnologia Raytheon, porém já na década de 2000 a mesma divisão de aeronaves civis e militares proprietária das renomadas marcas Beechcraft e Hawker foi vendida para os fundos de investimentos Onex Partners e GS, que alguns anos atrás decidiram suspender temporariamente a fabricação dos jatinhos executivos Hawker 200, Hawker 400XP, Hawker 800 e o sofisticado Hawker 4000, de alcance intercontinental.
Em 2013, a holding norte-americana Textron Company comprou toda a divisão de aeronaves civis e militares Beechcraft Corporation, proprietária dos projetos de aeronaves Beechcraft e Hawker.

## Criação e desenvolvimento
O projeto do Premier I/IA é totalmente original, os engenheiros da Beechcraft projetaram uma fuselagem em que passageiros com menos de 1,65 metro podem, em voo de cruzeiro, se movimentar dentro dela sem necessidade de se curvar. Esta é uma das vantagens do uso de material composto (fibra de carbono e resina epóxi) na construção de aeronaves, os designers e engenheiros têm mais liberdade para criar e projetar aeronaves mais espaçosas, confortáveis e seguras.
A fabricante optou pelo uso intensivo de fibra de carbono e resina epóxi, introduzido durante o processo de construção em avançadas máquinas autoclave (grandes fornos elétricos com temperaturas controladas), para tornar o material composto mais leve e resistente.
Em geral, os materiais compostos desgastam menos que o alumínio, são mais resistentes que o alumínio, não sofrem corrosão e são bem mais leves.

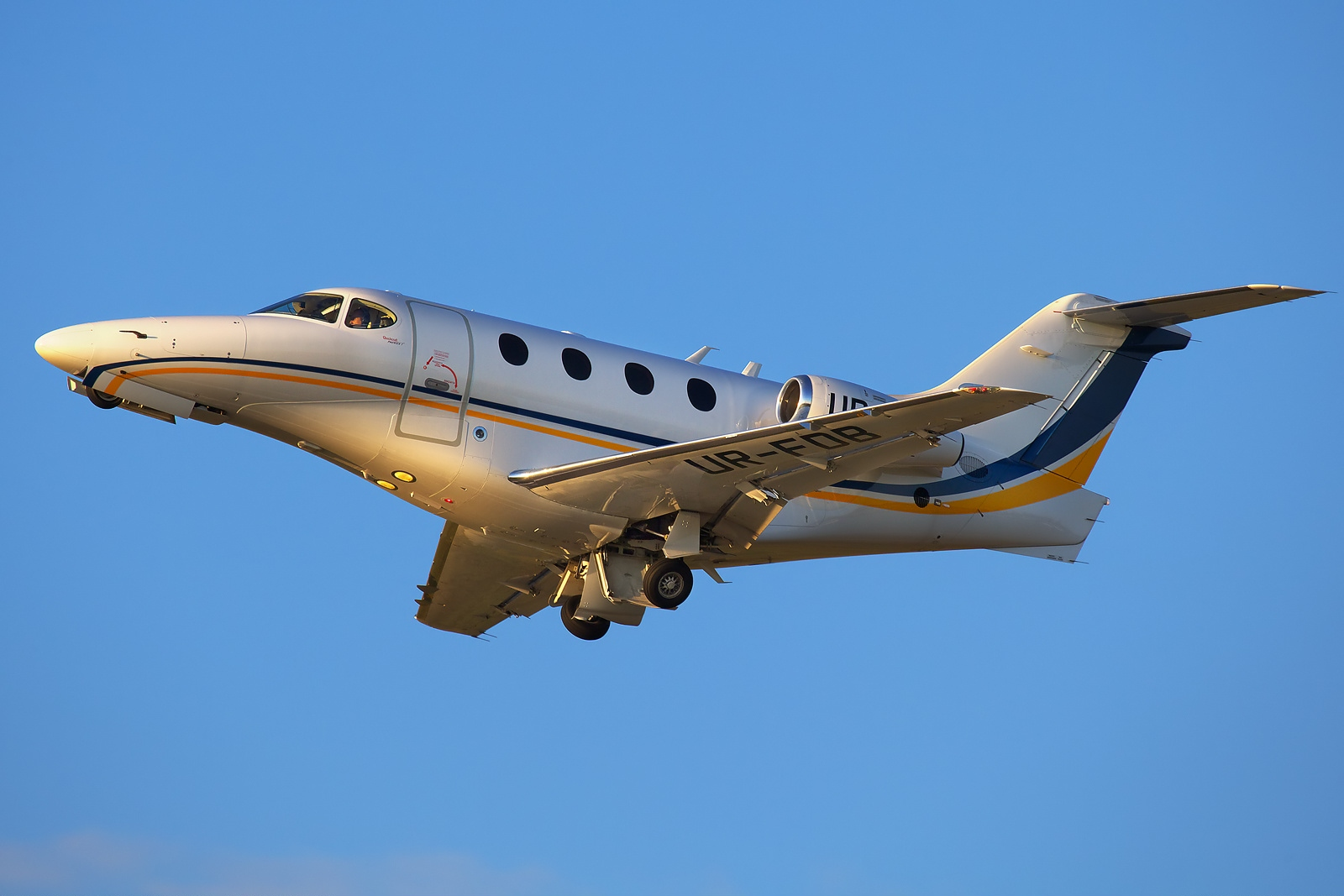
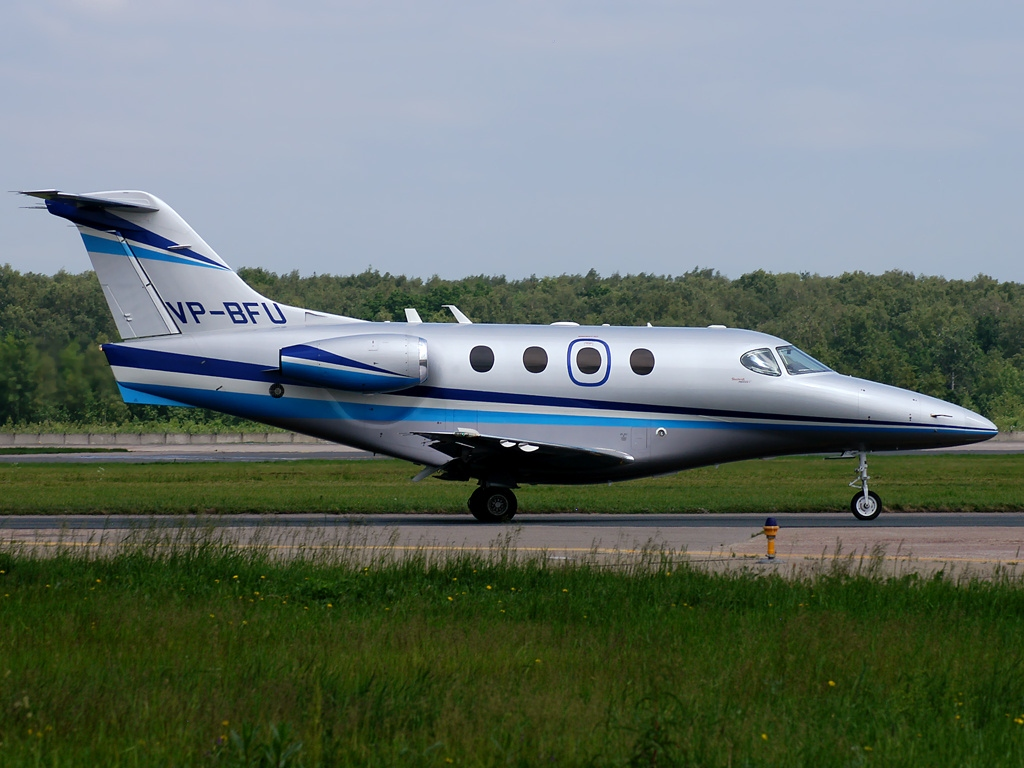

## Mercado
A produção em série do Premier I foi iniciada na década de 1990 e o fabricante vendeu mais de 300 unidades do Premier I, do Premier IA. No Brasil e em outros países da América Latina há unidades desses modelos voando.
Até pouco tempo atrás, a Beechcraft Corporation oferecia o Hawker 200 (novo) com configuração de seis ou sete assentos, com acabamento primoroso, incluindo uma galley compacta com pequeno refrigerador e forno de microondas para refeições rápidas e bebidas, toalete básico no fundo da cabine de passageiros e um compartimento pressurizado e aquecido dentro da cabine para transportar bagagens de mão.
A cabine de comando está equipada com o moderno EFIS (Electronic Flight Instrument System), com as telas PFD (primária) e MFD (multifuncional), e a moderna motorização turbofan Williams / Rolls Royce FJ44 é econômica, leve e confiável.

## Ficha técnica
Beechcraft Premier I
- Velocidade de cruzeiro: Aprox. 835 km/h;
- Pista de pouso: Aprox. 1.650 metros (lotado / dias quentes / tanques cheios);
- Tripulação: 1 (piloto) ou 2 (piloto e co-piloto);
- Capacidade: 6 ou 7 passageiros;
- Teto de serviço: Aprox. 12.000 metros;
- Motorização (potência): 2 X Williams / Rolls Royce FJ44 (2.300 libras / cada);
- TBO (tempo entre revisões): 3.500 horas;
- Alcance: Aprox. 2.100 quilômetros (lotado / com reservas);
- Consumo médio (QAV): Aprox. 620 litros / hora (lotado / 75% potência);
- Consumo médio (QAV): Aprox. 0,1 litro / passageiro / km voado;
- Comprimento: Aprox. 14 metros;
- Peso máximo decolagem: Aprox. 5.600 kg;
- Preço: US$ 2,1 milhões (usado / bom estado de conservação);

## Principais concorrentes
- Cessna Citation CJ2;
- Embraer Phenom 100;
- Bombardier Learjet 40;
- Honda Jet